# Idioma intereslavo

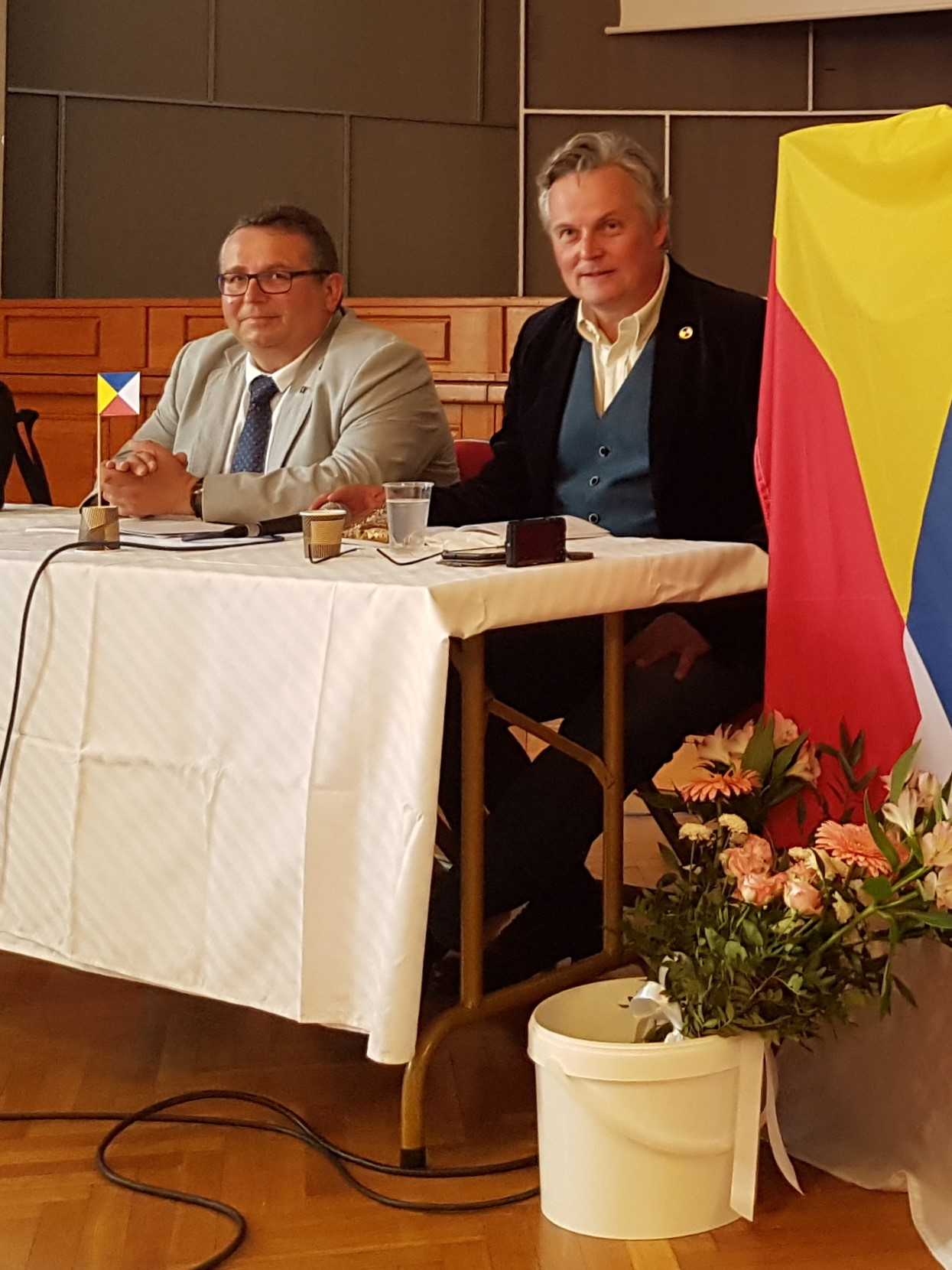
Vojtěch Merunka y Jan van Steenbergen en la segunda conferencia del intereslavo, 2018

El idioma intereslavo (medžuslovjansky, en cirílico меджусловјанскы) es una lengua auxiliar creada en 2006 a partir de las lenguas eslavas. El proyecto tiene como finalidad facilitar la comunicación entre los países eslavos, así como también facilitar a las personas que no conocen una lengua eslava el comunicarse con los mismos. Es el resultado de la colaboración entre tres proyectos lingüísticos en 2011, a saber:
- el slovianski, creado por el lingüista neerlandés Jan van Steenbergen en 2006,
- el slovioski, una versión mejorada de slovio creada por Steeven Radzikowski en 2009,
- el novoslověnsky, una modernización del antiguo eslavo eclesiástico diseñada por Vojtěch Merunka en 2009.

En agosto de 2021, la comunidad Facebook del idioma tenía más de 14.300 miembros.
La lengua intereslava se habla también en la película checa El pájaro pintado.

## Alfabetos intereslavos
El intereslavo tiene dos alfabetos diferentes: latino y cirílico.
| A | B | C | Č | D | DŽ | E | Ě | F | G | H | I | J | K | L | LJ | M | N | NJ | O | P | R | S | Š | T | U | V | Y | Z | Ž |
| - | - | - | - | - | -- | - | - | - | - | - | - | - | - | - | -- | - | - | -- | - | - | - | - | - | - | - | - | - | - | - |

| А | Б | В | Г | Д | ДЖ | Е | Є | Ж | З | И | Ы | Ј | К | Л | Љ | М | Н | Њ | О | П | Р | С | Т | У | Ф | Х | Ц | Ч | Ш |
| - | - | - | - | - | -- | - | - | - | - | - | - | - | - | - | - | - | - | - | - | - | - | - | - | - | - | - | - | - | - |

## Ejemplos

### Padre nuestro
| Intereslavo                                              | Español                                                   |
| Otče naš, ktory jesi v nebesah,                          | Padre nuestro, que estás en los cielos,                   |
| nehaj sveti se ime Tvoje;                                | santificado sea tu Nombre;                                |
| Nehaj prijde kraljevstvo Tvoje,                          | venga a nosotros tu reino,                                |
| nehaj bude volja Tvoja, kako v nebu tako i na zemji.     | hágase tu voluntad así como es en el cielo, en la tierra. |
| Hlěb naš vsakodenny daj nam dnes,                        | El pan nuestro sustancial de cada día dánoslo hoy,        |
| i odpusti nam naše grěhy,                                | y perdónanos nuestras deudas,                             |
| tako kako my odpuščajemo našim grěšnikam.                | así como nosotros perdonamos a nuestros deudores.         |
| I ne vvedi nas v pokušenje, ale izbavi nas od zlogo.     | No nos dejes caer en la tentación, y líbranos del mal.    |
| Ibo Tvoje jest kraljevstvo i moč i slava, na věky věkov. | Pues tuyo es el reino, el poder y la gloria, por siempre. |
| Amin.                                                    | Amen.                                                     |